# 兴凯湖松
兴凯湖松（学名：Pinus takahasii）为松科松属的植物。分布于俄罗斯以及中国大陆的黑龙江水系的兴凯湖等地，常生长在湖边砂丘及山顶石砾土上，目前尚未由人工引种栽培。
本种目前一般被视为赤松（Pinus densiflora）的一个变种，称为兴凯赤松（Pinus densiflora var. ussuriensis）。

## 别名
兴凯松（中国树木学），兴凯赤松（植物分类学报），黑河赤松（中国东北裸子植物研究资料）